# John T. Hughes
John T. Hughes (25 juli 1817 –  11 augustus 1862) was een Amerikaanse militair. Tijdens de Amerikaanse Burgeroorlog diende hij als kolonel in de Missouri State Guard en het Confederate States Army. Hoewel er aanwijzingen zijn dat hij bevorderd werd  tot brigadegeneraal en ook zo aangsproken werd, is er tot op heden geen schriftelijk bewijs gevonden om dit onderbouwen.

## Vroege jaren

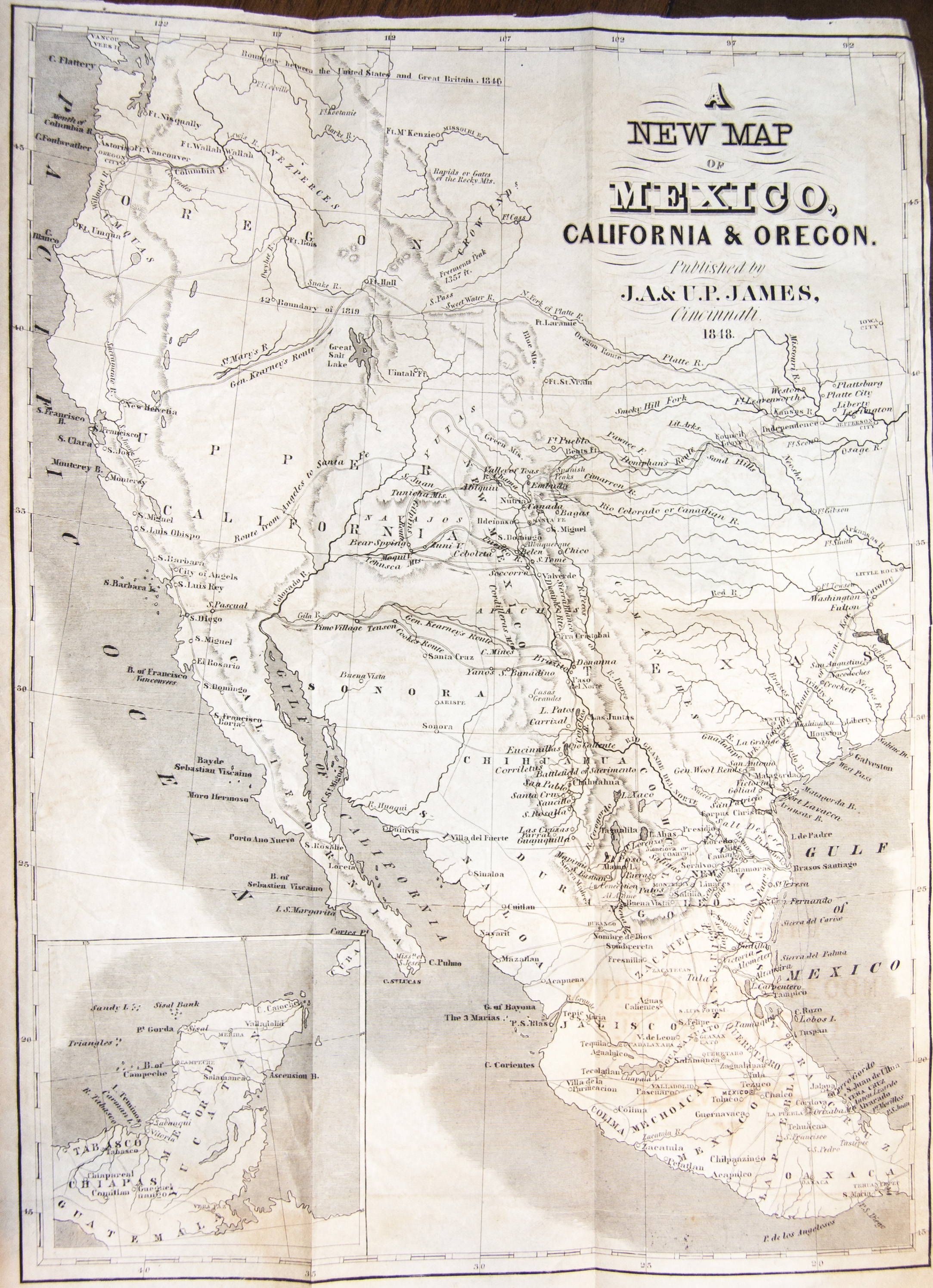
Uit Hughes boek A New Map of Mexico, California & Oregon

John Taylor Hughes werd geboren op 25 juli 1817 nabij Versailles, Kentucky. Hij was de zoon van Samuel Hughes en Nancy (Price) Hughes.  Het gezin verhuisde naar Fayette, Missouri toen Hughes nog zeer jong was. In 1844 studeerde hij af aan de Bonne Femme college en werd leraar. Bij het uitbreken van de Mexicaans-Amerikaanse Oorlog gaf hij zich op als vrijwilliger en nam dienst als gewoon soldaat in het 1st Regiment Missouri Mounted Volunteers onder leiding van Alexander William Doniphan. Na zijn eervol ontslag in 1847 schreef hij een boek over zijn avonturen op weg naar zijn thuis waarmee hij nationale bekendheid verwierf. In 1848 vestigde Hughes zich in Plattsburg, Missouri. Hij ging aan de slag als schooldirecteur. In zijn vrije tijd was hij kolonel in de lokale militie en was hij redacteur van een plaatselijke krant.

## Amerikaanse Burgeroorlog
Net zoals zijn neef Sterling Price was Hughes geen voorstander van secessie tot de Camp Jackson affaire uitbrak waarbij 28 burgers om het leven kwamen door toedoen van Noordelijke eenheden onder leiding van brigadegeneraal Nathaniel Lyon. Hughes nam dienst in de Missouri State Guard en werd verkozen tot kolonel van het 1st Regiment in de 4th Division. Hij nam deel aan de Slag bij Carthage en Wilson's Creek. Hij raakte lichtgewond tijdens de Eerste Slag bij Lexington.
Tijdens de Slag bij Pea Ridge op 7 en 8 maart 1862 nam Hughes het bevel over een brigade op zich toen zijn bevelhebber, brigadegeneraal William Yarnell Slack gewond raakte. Tijdens de zomermaanden werd hij naar Missouri gestuurd om nieuwe soldaten te rekruteren. In deze periode zou hij tot brigadegeneraal bevorderd zijn in de Missouri State Guard. Hoewel hij werd aangesproken als generaal zijn er geen officiële documenten terug gevonden van zijn benoeming.
Op 11 augustus 1862 viel Hughes met zijn nieuwe rekruten, en versterkt met lokale partizanen, het Noordelijk garnizoen in Independence, Missouri aan. Tijdens deze aanval werd hij geraakt door een kogel in het hoofd terwijl hij de aanval leidde. Hij was op slag dood. Zijn eenheden slaagden er wel in om de stad te veroveren. Hughes werd begraven op de Woodlawn Cemetery in Independence.  Hij liet zijn vrouw Mary  en vijf jonge zonen na.